# Anthoxanthum
Anthoxanthum L., 1753 è un genere di piante angiosperme monocotiledoni appartenente alla famiglia delle Poacee (o Gramineae, nom. cons.). È l'unico genere della sottotribù Anthoxanthinae A. Gray, 1856.

## Etimologia
Il nome del genere deriva da due parole greche "anthos" (= fiore) e "xanthos" (= giallo) e fa riferimento alle spighette che a maturazione sono colorate di giallo-verde.
Il nome scientifico del genere è stato definito da Linneo (1707 – 1778), biologo svedese considerato il padre della moderna classificazione scientifica degli organismi viventi, nella pubblicazione "Species Plantarum" (Sp. Pl. - 1: 28) del 1753. Il nome scientifico della sottotribù è stato definito dal botanico statunitense Asa Gray (Paris, 18 novembre 1810 – Cambridge, 30 gennaio 1888) nella pubblicazione "Manual of the botany of the northern United States: including Virginia, Kentucky, and all east of the Mississippi: arranged according to the natural system. (The mosses and liverworts by Wm. S. Sullivant). Edition: 2nd ed. New York" (Man. Bot., ed. 2: 538. 1 Sep 1856) del 1856.

## Descrizione

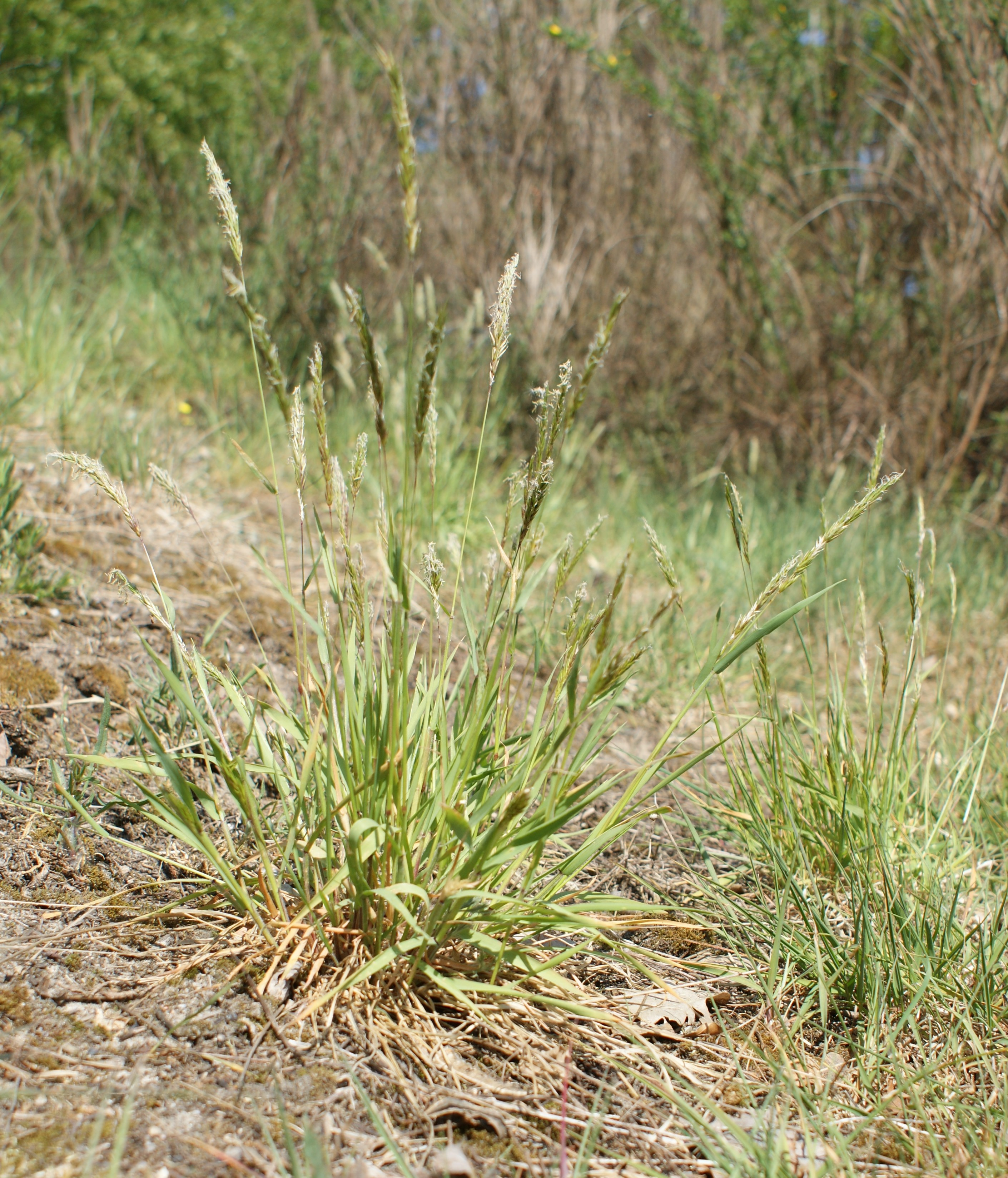
Il portamento
Anthoxanthum odoratum

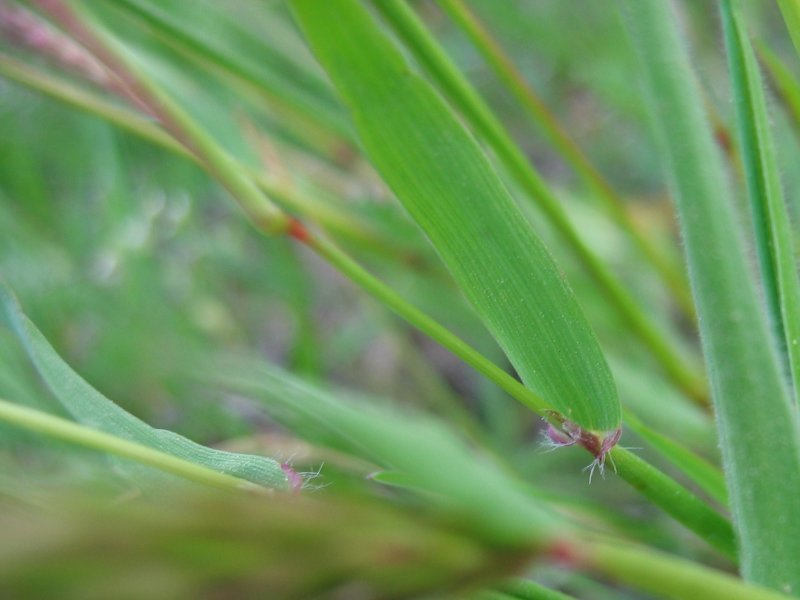
Le foglie
Anthoxanthum odoratum

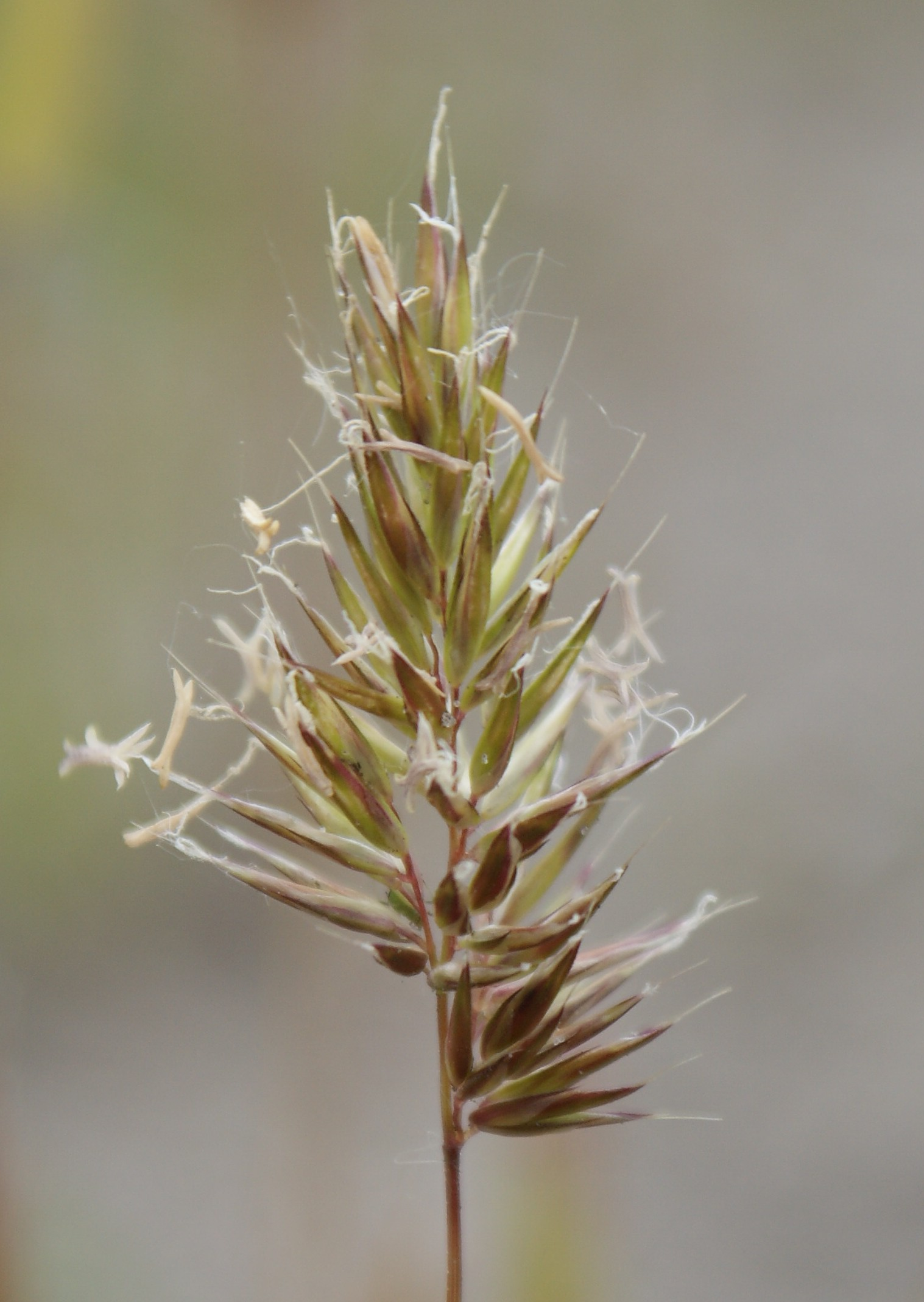
Infiorescenza
Anthoxanthum aristatum

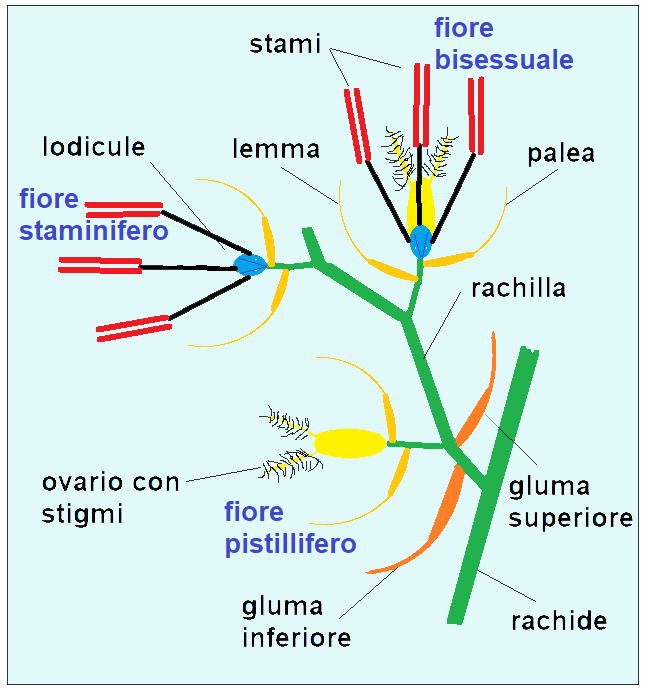
Spighetta generica con tre fiori diversi

Il portamento delle specie di questo gruppo in genere è cespuglioso o rizomatoso con forme biologiche tipo emicriptofita cespitosa (H caesp) e cicli biologici perenni (o anche annuali). I culmi sono cavi a sezione più o meno rotonda. In queste piante non sono presenti i micropeli.

### Radici
Le radici sono fascicolate e fibrose.

### Fusto
I culmi, eretti (o incurvati), sono cavi a sezione più o meno rotonda. 

### Foglie
Le foglie lungo il culmo sono disposte in modo alterno, sono distiche e si originano dai vari nodi. Sono composte da una guaina, una ligula e una lamina. Le venature sono parallelinervie. Non sono presenti i pseudopiccioli e, nell'epidermide delle foglia, le papille.
- Guaina: la guaina è abbracciante il fusto e in genere è priva di auricole.
- Ligula: la ligula è membranosa e a volte è cigliata. Lunghezza della ligula: 2 – 3 mm.
- Lamina: la lamina, piana, ha delle forme generalmente lineari-acuminate. Dimensioni della foglia: larghezza 2 – 10 mm; lunghezza 3 – 4 cm.

### Infiorescenza
Infiorescenza principale (sinfiorescenza o semplicemente spiga): le infiorescenze, terminali, possono essere ramificate oppure no e sono formate da alcune spighette ed hanno la forma di una pannocchia da ovata a allungata, più o meno aperta e appuntita. La fillotassi dell'inflorescenza inizialmente è a due livelli, anche se le successive ramificazioni la fa apparire a spirale

### Spighetta
Infiorescenza secondaria (o spighetta): le spighette brevemente peduncolate, debolmente compresse lateralmente, sono sottese da due brattee distiche e strettamente sovrapposte chiamate glume (inferiore e superiore). Le spighette sono formate da 3 fiori, i due prossimali sono sterili ridotti a semplici lemmi. La rachilla non si estende. Dalla spighetta sporgono delle reste oltre le glume. Alla base di ogni fiore sono presenti due brattee: la palea e il lemma. La disarticolazione avviene con la rottura della rachilla sopra le glume (o sotto la spighetta, ma non tra i fiori). Lunghezza delle spighette: 6 – 12 mm.
- Glume: le glume, persistenti, sono disuguali e più lunghe dei fiori; hanno apici acuminati e mucronati (sono aristate). Dimensione delle glume: 3,5 mm e 5 – 7 mm.
- Palea: la palea è un profillo con due venature; può essere cigliata. La palea dei fiori bisessuali è levigata e dura.
- Lemma: il lemma a volte è pubescente, con apice bilobato. Il lemma dei fiori sterili è più lungo; quello dei fiori bisessuali è indurito, lucido, con apice dentellato e con dei margini che racchiudono la palea. Lunghezza del lemma: 3 mm.

### Fiori
I fiori fertili sono attinomorfi formati da 3 verticilli: perianzio ridotto, androceo  e gineceo.
- Formula fiorale:[9]

*, P 2, A (1-)3(-6), G (2–3) supero, cariosside.
- Il perianzio è ridotto e formato da due lodicule, delle squame traslucide, poco visibili (forse relitto di un verticillo di 3 sepali). Le lodicule sono membranose e non vascolarizzate. Possono esser assenti.
- L'androceo è composto da 3 (o 2) stami ognuno con un breve filamento libero, una antera sagittata e due teche. Le antere sono basifisse con deiscenza laterale. Il polline è monoporato.
- Il gineceo è composto da 3-(2) carpelli connati formanti un ovario supero. L'ovario, pubescente (ma anche glabro) e con forme ovoidi-allungate, ha un solo loculo con un solo ovulo subapicale (o quasi basale). L'ovulo è anfitropo e semianatropo e tenuinucellato o crassinucellato. Lo stilo, breve, è unico con due stigmi papillosi e distinti.

### Frutti
I frutti sono del tipo cariosside, ossia sono dei piccoli chicchi indeiscenti, con forme ovoidali, nei quali il pericarpo è formato da una sottile parete che circonda il singolo seme. In particolare il pericarpo è fuso al seme ed è aderente. L'endocarpo non è indurito e l'ilo è lungo-lineare. L'embrione è piccolo e provvisto di epiblasto ha un solo cotiledone altamente modificato (scutello senza fessura) in posizione laterale. I margini embrionali della foglia non si sovrappongono.

## Biologia
Come gran parte delle Poaceae, le specie di questo genere si riproducono per impollinazione anemogama. Gli stigmi più o meno piumosi sono una caratteristica importante per catturare meglio il polline aereo. La dispersione dei semi avviene inizialmente a opera del vento (dispersione anemocora) e una volta giunti a terra grazie all'azione di insetti come le formiche (mirmecoria).

## Distribuzione e habitat
La distribuzione delle specie di questo genere è relativa alle regioni temperate (e artiche) di tutto il mondo. Spesso è stato introdotto altrove come foraggiamento per animali (a valore assai limitato).

### Specie della zona alpina
Delle quattro specie presenti nella flora spontanea italiana, due vivono sull'arco alpino. La tabella seguente mette in evidenza alcuni dati relativi all'habitat, al substrato e alla distribuzione delle specie alpine.
| Specie | Comunità vegetali | Piani vegetazionali | Substrato | pH    | Livello trofico | H2O   | Ambiente          | Zona alpina         |
| --- | ----------------- | ------------------- | --------- | ----- | --------------- | ----- | ----------------- | ------------------- |
| A. aristatum | 4                 | collinare           | Si        | acido | basso           | arido | B1 B2 F2          | CN IM               |
| A. odoratum | 11                | montano collinare   | Ca - Si   | acido | medio           | medio | B6 B8 F2 F3 F7 I1 | tutto l'arco alpino |
| Legenda e note alla tabella. Substrato: con “Ca/Si” si intendono rocce di carattere intermedio (calcari silicei e simili). Zona alpina: vengono prese in considerazione solo le zone alpine del territorio italiano (sono indicate le sigle delle province). Comunità vegetali: 4 = comunità pioniere a terofite e succulente; 11 = comunità delle macro- e megaforbie terrestri. Ambienti: B1 = campi, colture e incolti; B2 = ambienti ruderali, scarpate; B6 = tagli rasi forestali, schiarite, strade forestali; B8 = frutteti e piantagioni di castagni; F2 = praterie rase, prati e pascoli dal piano collinare al subalpino; F3 = prati e pascoli mesofili e igrofili; F7 = margini erbacei dei boschi; I1 = boschi di conifere. |                   |                     |           |       |                 |       |                   |                     |

## Biologia
Le specie di questo genere producono una sostanza chiamata "cumarina" (presumibilmente una sinapomorfia per questo genere), che le rende dolcemente profumate e spiega il loro odore gradevole. 

## Tassonomia
La famiglia delle Poacee comprende circa 800 generi e oltre 9.000 specie. È una delle famiglie più numerose e più importanti del gruppo delle monocotiledoni. La famiglia è suddivisa in 12 sottofamiglie, la sottotribù Anthoxanthinae fa parte della sottofamiglia Pooideae, tribù Poeae.

### Specie
Il genere Anthoxanthum è composto dalle seguenti specie (per alcune specie è indicata la distribuzione europea e mediterranea):
- Anthoxanthum aethiopicum I.Hedberg
- Anthoxanthum amarum Brot. - Distribuzione: Penisola Iberica e Transcaucasia
- Anthoxanthum arcticum Veldkamp
- Anthoxanthum aristatum Boiss. - Distribuzione: Europa occidentale, Penisola Balcanica, Anatolia e Magreb
- Anthoxanthum australe (Schrad.) Veldkamp
- Anthoxanthum borii S.K.Jain & Pal - Distribuzione: Italia, Grecia, Anatolia e Tunisia
- Anthoxanthum brevifolium Stapf
- Anthoxanthum brunonis (Hook.f.) ined.
- Anthoxanthum cupreum (Zotov) ined.
- Anthoxanthum davidsei (R.W.Pohl) Veldkamp
- Anthoxanthum dregeanum (Trin.) Stapf
- Anthoxanthum ecklonii (Nees ex Trin.) Stapf
- Anthoxanthum equisetum (Zotov) ined.
- Anthoxanthum flexuosum (Hook.f.) Veldkamp
- Anthoxanthum fraseri (Hook.f.) ined.
- Anthoxanthum fuscum (Zotov) ined.
- Anthoxanthum glabrum (Trin.) Veldkamp
- Anthoxanthum gracile Biv.
- Anthoxanthum hookeri (Griseb.) Rendle
- Anthoxanthum horsfieldii (Benn.) Reeder
- Anthoxanthum japonicum (Maxim.) Hack. ex Matsumura
- Anthoxanthum juncifolium (Hack.) Veldkamp
- Anthoxanthum khasianum (C.B.Clarke ex Hook.f.) Ohwi
- Anthoxanthum laxum (Hook.f.) Veldkamp
- Anthoxanthum madagascariense Stapf
- Anthoxanthum maderense H.Teppner
- Anthoxanthum mexicanum (Rupr. ex E.Fourn.) Mez
- Anthoxanthum monticola (Bigelow) Veldkamp
- Anthoxanthum nipponicum Honda
- Anthoxanthum nitens (Weber) Y.Schouten & Veldkamp
- Anthoxanthum nivale K.Schum.
- Anthoxanthum novae-zelandiae (Gand.) ined.
- Anthoxanthum occidentale (Buckley) Veldkamp
- Anthoxanthum odoratum L. - Distribuzione: Europa (completa), Transcaucasia, Anatolia e Magreb
- Anthoxanthum ovatum Lag. - Distribuzione: Europa mediterranea e Africa mediterranea occidentale
- Anthoxanthum pallidum (Hand.-Mazz.) Tzvelev
- Anthoxanthum pluriflorum (Koidz.) Veldkamp
- Anthoxanthum potaninii (Tzvelev) S.M.Phillips & Z.L.Wu
- Anthoxanthum pusillum (Hack.) Veldkamp
- Anthoxanthum quebrada (Connor & Renvoize) N.I.Villalobos & Finot
- Anthoxanthum racemosum (Trin.) Mabb. & Wajer
- Anthoxanthum rariflorum (Hook.f.) Veldkamp
- Anthoxanthum recurvatum (Hack.) ined.
- Anthoxanthum redolens (Vahl) P.Royen
- Anthoxanthum repens (Host) Veldkamp
- Anthoxanthum sikkimense (Maxim.) Ohwi
- Anthoxanthum spicatum (Parodi) Veldkamp
- Anthoxanthum submuticum (F.Muell.) Veldkamp
- Anthoxanthum tibeticum (Bor) Veldkamp
- Anthoxanthum tongo (Trin.) Stapf
- Anthoxanthum utriculatum (Ruiz & Pav.) Y.Schouten & Veldkamp
- Anthoxanthum wendelboi (G.Weim.) Veldkamp
- Anthoxanthum × zinserlingii (Tzvelev) ined.

### Filogenesi
La sottotribù Anthoxanthinae fa parte della tribù Poeae Dumort., 1824 e quindi della supertribù Poodae L. Liu, 1980. La tribù Poeae (formata da diverse sottotribù suddivise in diverse supersottotribù) è l'ultimo nodo della sottofamiglia Pooideae ad essersi evoluto (gli altri precedenti sono la tribù Brachyelytreae, e le supertribù Nardodae, Melicodae, Stipodae e Triticodae). All'interno della tribù, la sottotribù Anthoxanthinae appartiene al gruppo con le sequenze dei plastidi di tipo "Poeae" (definito "Poeae chloroplast groups 1" o anche "Plastid Group 1 (Poeae-type)"). Il gruppo comprendente quattro sottotribù: Torreyochloinae, Aveninae, Phalaridinae e Anthoxanthinae. La posizione filogenetica della sottotribù non è ancora ben definita, secondo gli ultimi studi risulta formare un "gruppo fratello" con Phalaridinae.
Le seguenti sono sinapomorfie relative a tutta la sottofamiglie (Pooideae):
- la fillotassi dell'inflorescenza inizialmente è a due livelli;
- le spighette sono compresse lateralmente;
- i margini embrionali della foglia non si sovrappongono;
- l'embrione è privo della fessura scutellare.

Le sinapomorfie relative alla tribù sono:
- l'ilo è puntiforme;
- nell'endosperma sono presenti dei lipidi.

Per il genere Anthoxanthum sono indicate le seguenti sinapomorfie:
- le spighette hanno due fiori prossimali sterili (o uno anche staminale) ridotti a dei lemmi (quello sterile);
- le lodicule sono 2 oppure sono assenti.

Questo genere è molto polimorfo ed eterogeneo; le varie specie sono un gruppo poliploide tassonomicamente complesso e con una grande variazione fenotipica. I cariotipi sono distinti in due gruppi: specie diploidi nei climi artici e montani, tetraploidi in climi temperati. La prima diversificazione del genere è avvenuta nel Miocene (da 23 a 5 milioni di anni fa). Una divergenza successiva si ebbe probabilmente nel Pleistocene (da 2,5 milioni di anni fa a 11.700 anni fa) all'interno del quale iniziò l'evoluzione poliploide all'interno del genere. Il gruppo di specie definito "diploide mediterraneo" è già presente nelle stesse località da 120.000 anni.
Secondo alcuni Autori il genere Hierochloe R.Br., 1810, le cui specie sono attualmente descritte all'interno di Anthoxanthum, dovrebbe essere separato in base ai due fiori prossimali delle spighette (entrambi o sterili o staminali). Tuttavia l'unione dei due gruppi è supportata da dati molecolari; inoltre tutte le specie sono chiaramente correlate dalla loro insolita struttura della spighetta e dalla presenza di cumarina.
I numeri cromosomici delle specie di questo genere sono 2n = 10, 20, 28, 42 e 56.

### Specie spontanee italiane
Per meglio comprendere ed individuare le varie specie del genere (solamente per le specie spontanee della flora italiana) l’elenco seguente utilizza in parte il sistema delle chiavi analitiche (vengono cioè indicate solamente quelle caratteristiche utili a distingue una specie dall'altra)..
- Gruppo 1A: la pannocchia è densa di tipo spiciforme; le spighette sono lunghe 6 – 7 mm; le reste sono appena sporgenti oltre le glume;

- Gruppo 2A: il ciclo biologico delle piante è perenne;

- Anthoxanthum odoratum L. - Paleo odoroso: l'altezza della pianta è di 3 - 6 dm; la forma biologica è emicriptofita cespitosa (H caesp); il tipo corologico è Eurasiatico; gli habitat tipici sono i prati stabili e i boschi di latifoglie; in Italia è una specie comune e presente su tutto il territorio fino ad una altitudine di 1.600 m s.l.m..

- Gruppo 2B: il ciclo biologico delle piante è annuale;

- Gruppo 3A: la forma della pannocchia è ovata, 1,5 - 2 volte più lunga che larga; il lemma fertile è poco più breve di quelli sterili;

- Anthoxanthum ovatum Lag. - Paleo minore: l'altezza della pianta è di 1 - 4 dm; la forma biologica è terofita scaposa (T scap); il tipo corologico è Steno-Mediterraneo Occidentale; gli habitat tipici sono gli incolti erbosi e i boschi; in Italia è una specie rara e si trova solamente al Sud fino ad una altitudine di 1.000 m s.l.m..

- Gruppo 3B: la forma della pannocchia è allungata, interrotta bruscamente alla base; il lemma fertile è lungo la metà di quelli sterili;

- Anthoxanthum aristatum Boiss. - Paleo aristato: l'altezza della pianta è di 1 - 4 dm; la forma biologica è terofita scaposa (T scap); il tipo corologico è Ovest Mediterraneo / Atlantico; gli habitat tipici sono gli incolti erbosi; in Italia è una specie rara e si trova solamente sul versante tirrenico fino ad una altitudine di 1.000 m s.l.m..

- Gruppo 1B: la pannocchia è povera (racemiforme); le spighette sono lunghe 10 – 12 mm, le reste sono lungamente sporgenti oltre le glume;

- Anthoxanthum gracile Biv. - Paleo gracileo: l'altezza della pianta è di 1 - 3 dm; la forma biologica è terofita scaposa (T scap); il tipo corologico è Steno-Mediterraneo Centro-Orientale; gli habitat tipici sono gli incolti erbosi; in Italia è una specie rara e si trova solamente al Sud fino ad una altitudine di 1.000 m s.l.m..

## Usi
I nativi americani usano i gambi di Anthoxanthum per creare cesti e altre decorazioni.  Alcune specie sono usate in medicina per il loro contenuto di cumarina.